# Eucalyptus elliptica
Eucalyptus elliptica är en myrtenväxtart som först beskrevs av William Faris Blakely och Mckie, och fick sitt nu gällande namn av Lawrence Alexander Sidney Johnson och Kenneth D. Hill. Eucalyptus elliptica ingår i släktet Eucalyptus och familjen myrtenväxter. Inga underarter finns listade i Catalogue of Life.